# Verbrennung (Medizin)
Eine Verbrennung (Combustio, Kombustion, Brandverletzung, Verbrennungstrauma) ist in der Medizin eine Schädigung von Gewebe durch übermäßige Hitzeeinwirkung. Diese kann durch heiße Gegenstände, Flüssigkeiten (Verbrühung), Dämpfe oder Gase, Flammeneinwirkung und Explosionen, starke Sonneneinstrahlung (Sonnenbrand), elektrischen Strom (Strommarke) oder Reibung entstehen. Bei der Verbrennung werden primär Haut (dann handelt es sich um Brandwunden) und Schleimhaut geschädigt. Davon abzugrenzen ist die Kälteverbrennung, eine Sonderform der Erfrierung, die lokal mit der Verbrennung vergleichbare Schäden verursacht.
Eine Verbrennungsverletzung, die ein bestimmtes Maß überschreitet, hat für den betroffenen Organismus nicht nur örtlich begrenzte Konsequenzen. In Abhängigkeit vom Ausmaß der unmittelbaren Schädigung kann es sekundär zu Kreislaufschock und entzündlichen Allgemeinreaktionen des Körpers (SIRS, Sepsis) kommen, die im schlimmsten Fall mit Funktionsverlust anfänglich unbeteiligter Organe (z. B. akutes Nierenversagen) verbunden sind. Die Gesamtheit dieser systemischen Störungen bezeichnet man als Verbrennungskrankheit.
Das erste Fachbuch über Verbrennungen erschien 1607 in Basel unter dem Titel De Combustionibus. Es wurde von Fabricius Hildanus verfasst, der als Erster drei Grade von Verbrennungen beschrieb. Das erste moderne Buch über die Verbrennungskrankheit und deren Behandlung, The Treatment of Burns and Skin Grafting von Haldor Sneve, erschien 1905.

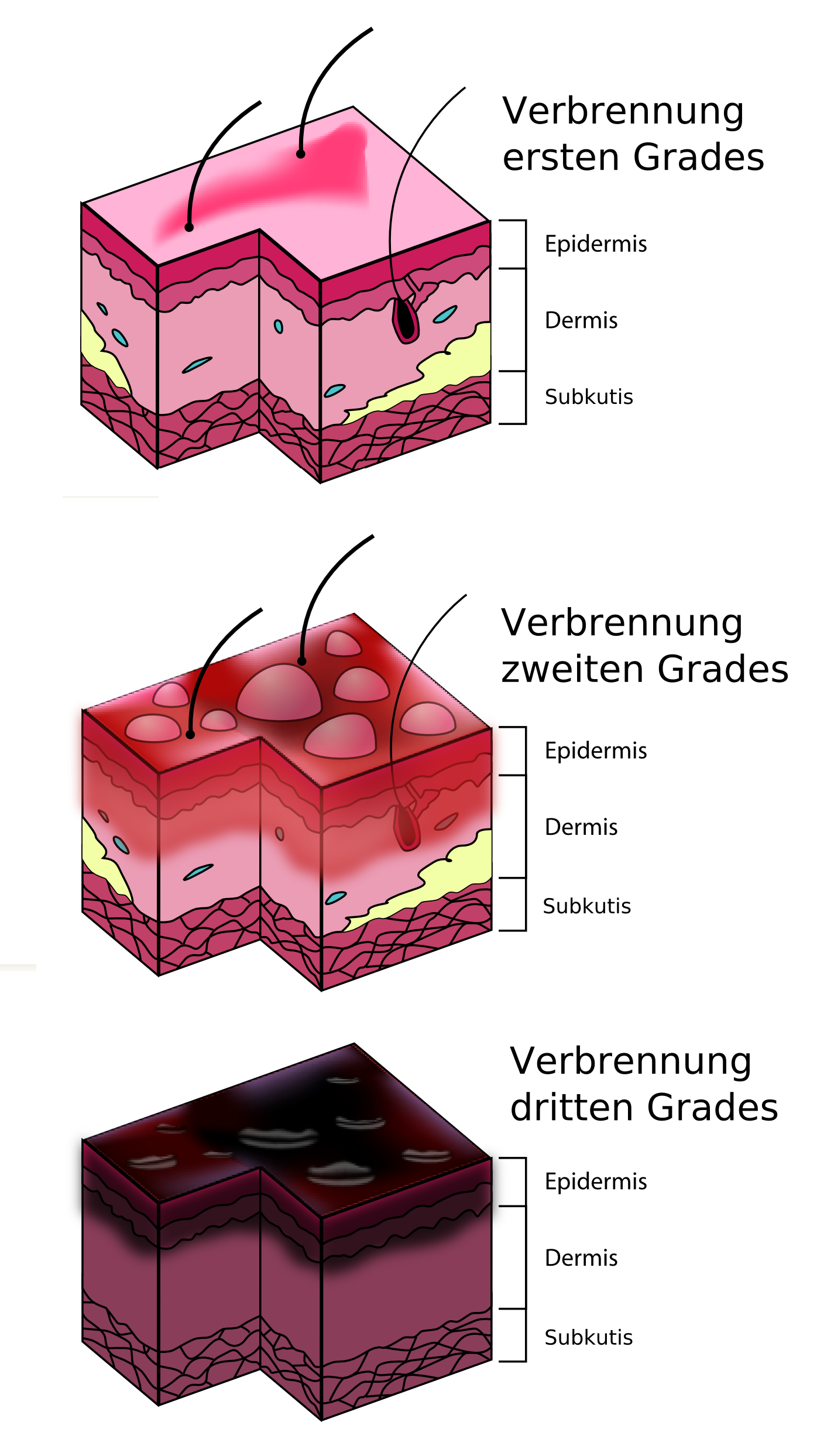
Schematische Übersicht über die Verbrennungsgrade 1–3.

## Ursachen und Häufigkeit
| Inzidenz von Verbrennungen | Inzidenz von Verbrennungen |
| -------------------------- | -------------------------- |
| 1–4 Jahre                  | 20 %                       |
| 5–14 Jahre                 | 10 %                       |
| 15–65 Jahre                | 60 %                       |
| über 65 Jahre              | 10 %                       |

Verbrennungen können anhand ihrer Ursache unterschieden werden in solche, die durch Flammen verursacht werden (etwa 55 % der Fälle), Verbrühungen, hervorgerufen durch Flüssigkeiten und Dämpfe (40 %), und elektrische und chemische Verbrennungen (5 %).
Leichte Verbrennungen treten mit einer jährlichen Inzidenz von 600/100.000 Einwohner auf, schwere Verbrennungen mit 2–5/100.000 Einwohner.
Das Alter der Patienten spielt bei der Art der Verletzung eine große Rolle. Bei Kleinkindern bis vier Jahre machen Verbrühungen 70 % aller Verletzungen aus. Dies begründet sich zum einen durch die lebhafte motorische Entwicklung und den Drang zum Erkunden (Herunterreißen von Flüssigkeitsbehältern von Herd oder Tisch), zum anderen durch die Sorglosigkeit der Aufsichtsperson (z. B. zu heißes Badewasser). Bei älteren Kindern und Jugendlichen liegt die Ursache häufig im nicht sachgerechten Umgang mit Feuer und brennbaren Flüssigkeiten (z. B. Benzin) oder in einem Stromunfall. Bei Erwachsenen zwischen 15 und 64 Jahren treten Flammverbrennungen am häufigsten auf; bei einem Drittel der Unfälle handelt es sich um Arbeitsunfälle.
Verbrühungen durch Leitungswasser:
Je nach Nutzergruppe soll erwärmtes Leitungswasser mit höchstens 38–45° C aus der Entnahmestelle treten, um Unbehagen und Verbrühungen zu vermeiden. Dies wird dadurch verkompliziert, dass Warmwasserleitungen bei 55–60° C betrieben werden sollten, um die Vermehrung von Legionellen auszuschließen. Wasser mit über 60° C kann innerhalb von Sekunden zu Verbrühungen führen, während dies bei 50° C heißem Wasser erst nach etwa zwei Minuten der Fall ist.

## Schweregradeinteilung

### Verbrennungsgrad
Bereits im 18. Jahrhundert wurden Verbrennungen in vier (auch therapiebestimmende) Grade eingeteilt (so bei Heister, Richter und Hunter).
Entsprechend den beteiligten Hautschichten erfolgt heute eine Einstufung in:
- 1. Grad: Rötung und leichte Schwellungen der Haut, Schmerzen, Epidermis betroffen, vollständig reversibel
- 2. Grad: Blasenbildung mit rot-weißem Grund, starke Schmerzen, Epidermis und Dermis betroffen, vollständige Heilung (2a) oder mit Narbenbildung (2b, bei tiefer Dermisbeteiligung)
- 3. Grad: schwarz-weiß-Nekrosen/Blasen, keine bis nur geringe Schmerzen, da Nervenendungen zerstört. Dermis und Subkutis betroffen, irreversibel
- 4. Grad: Verkohlung, keine Schmerzen, alle Hautschichten und darunterliegende Knochen/Faszien betroffen, irreversibel

Eine zweit- bis drittgradige Verbrennung kann ab 10 Prozent verbrannter Körperoberfläche beim Erwachsenen und ab 5 Prozent verbrannter Körperoberfläche beim Kind zum lebensgefährlichen hypovolämischen Schock führen. Die Toleranz ist stark abhängig von Allgemeinzustand und Alter des Patienten.

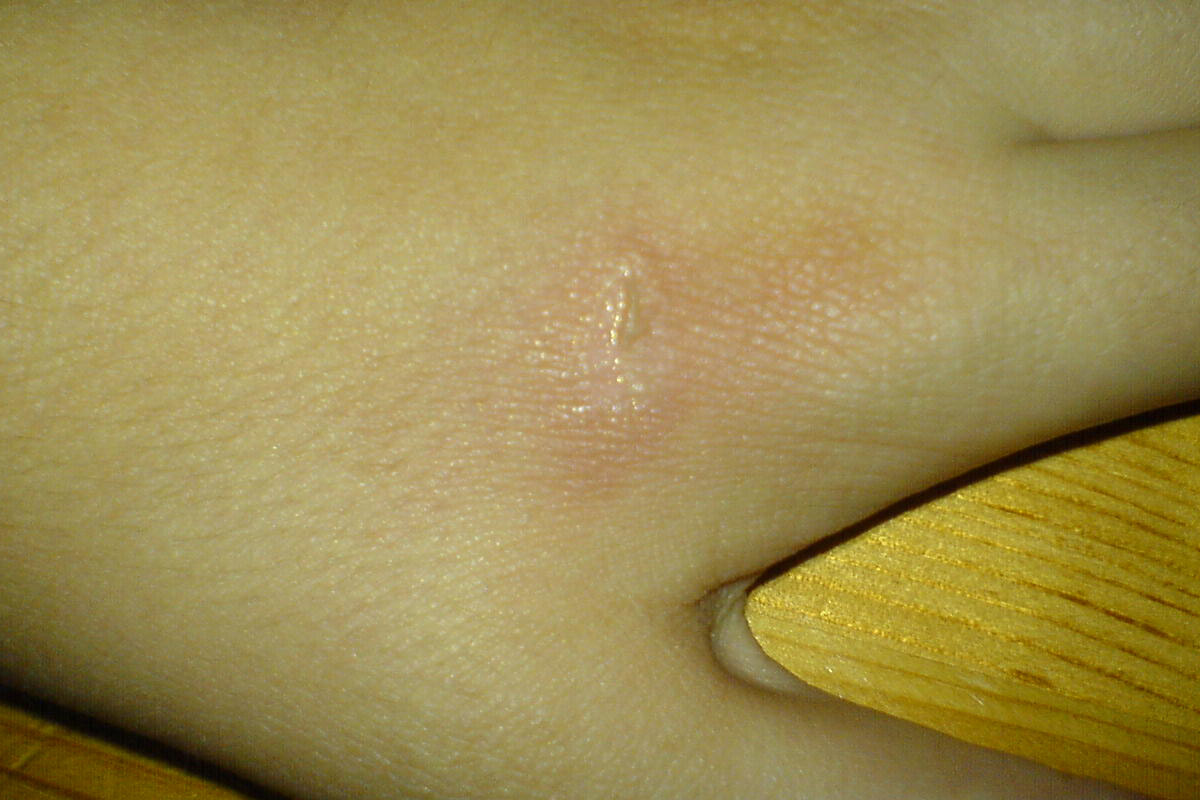
Verbrennung 1. Grades
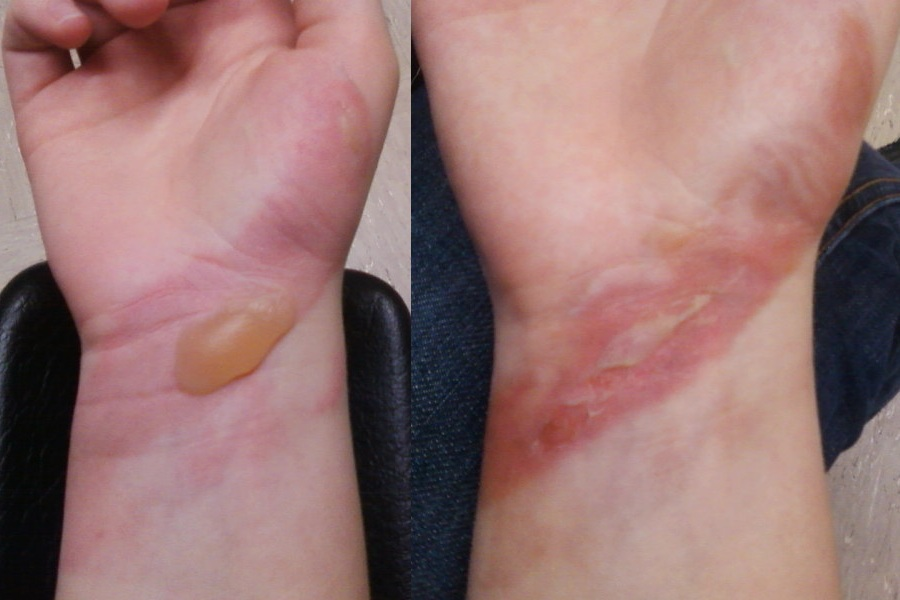
Verbrennung des Grades 2a (links unmittelbar nach der Verbrennung, rechts ca. eine Woche später)
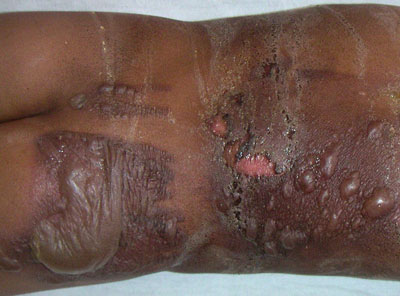
Verbrennung des Grades 2b
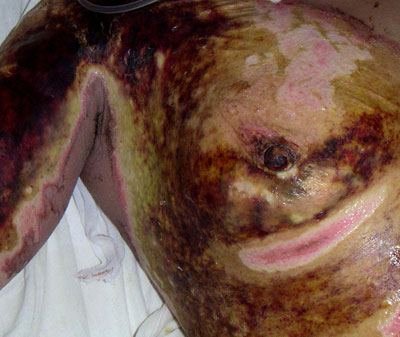
Verbrennung 3. Grades

### Bestimmung der verbrannten Fläche
Zur Bestimmung der Verbrennungsfläche bei Erwachsenen bedient man sich der Neunerregel nach Wallace, benannt nach dem schottischen Chirurgen A. B. Wallace. Bei Kindern muss wegen der im Vergleich zum Erwachsenen anderen Körperproportionen ein an jedes Lebensalter angepasstes Verfahren mit modifizierten Werten angewendet werden (z. B. nach Wichmann). Mit diesen Methoden kann man ungefähr ermitteln, wie viel Prozent der Körperoberfläche verbrannt sind.
| Körperteil | Erwachsener      | Kind (bis zum 5. Lebensjahr) | Säugling      |
| Kopf/Hals  | 9 %              | 15 %                         | 20 %          |
| Rumpf      | 4 × 9 (36) %     | 2 × 16 (32) %                | 30 %          |
| Arme       | 2 × 9 (18) %     | 2 × 9,5 (19) %               | 2 × 9 (18) %  |
| Beine      | 2 × 2 × 9 (36) % | 2 × 17 (34) %                | 2 × 15 (30) % |
| Genitalien | 1 %              | 0 %                          | 2 %           |

Neunerregel nach Wallace

Eine weitere Möglichkeit ist die Berechnung anhand der Faustregel, dass die Handfläche einschließlich der Finger des Patienten ca. 1 % der Körperoberfläche beträgt.

### Schweregradeinschätzung
Primär entscheidend für den Verlauf der Verbrennungskrankheit ist das Ausmaß der Haut- und Gewebeschädigung. Dabei sind der Anteil an der Körperoberfläche (Ausdehnung) und der Schweregrad der lokalen Schädigung wichtig.
Gemessen an der Ausdehnung werden 15 % verbrannte Körperoberfläche bei Erwachsenen und 10 % verbrannte Körperoberfläche bei Kindern bzw. 7,5 % verbrannte Körperoberfläche bei Erwachsenen mit Inhalationstrauma und 5 % verbrannte Körperoberfläche bei Kindern mit Inhalationstrauma  als lebensbedrohlich angesehen (schwere Brandverletzung).
Die Einteilung in die Schweregrade gibt erste Hinweise auf die Bedrohlichkeit der Verbrennung. Sehr oft sind weitere Verletzungen oder Vorerkrankungen bei dieser Einschätzung zu berücksichtigen. Bereits bei zwischen 10 und 20 Prozent geschädigter Hautoberfläche kann das Risiko so hoch sein, dass die Behandlung möglichst in einer Spezialklinik, einem Zentrum für Schwerbrandverletzte, erfolgen sollte. Die drohenden Folgeerscheinungen können nur in einer personell und apparativ extra darauf eingerichteten Abteilung erfolgreich behandelt werden. Die leitenden Ärzte der Intensivabteilung für Schwerbrandverletzte benötigen einen speziellen plastisch-intensivmedizinischen Qualifikationsnachweis. Die Abteilung braucht einen eigenen OP-Trakt. Die mit der Verlegung verbundenen Risiken werden fast immer geringer sein als die in einem Allgemeinkrankenhaus auch bei der dort bestmöglichen Versorgung drohenden Komplikationen. Auf dem Gebiet der Bundesrepublik Deutschland erfolgt die Koordination der Aufnahme in ein Brandverletztenzentrum durch die Zentrale Anlaufstelle für die Vermittlung von Krankenhausbetten für Schwerbrandverletzte bei der Feuerwehr in Hamburg.

## Pathophysiologie

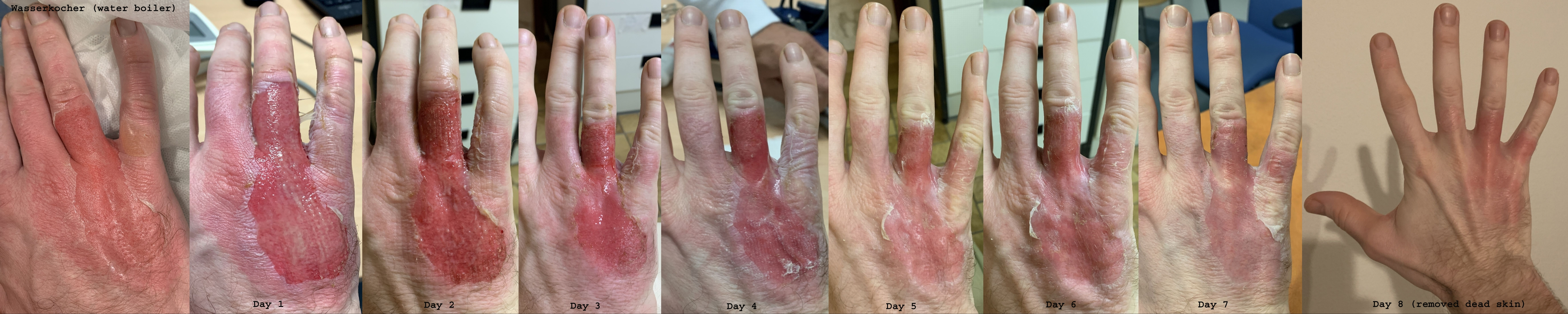
Heilungsverlauf Verbrennung 2. Grades

Dauerhafte Temperatureinflüsse von über 40 °C können die Kompensationsfähigkeit des Organismus überfordern. Übersteigt die zugeführte Wärmemenge ein bestimmtes Maß, so kann die Hitze nicht durch die normalen Wärmeaustauschvorgänge, wie Abstrahlung oder Abtransport der Wärme durch das Blut, abgeleitet werden. Auf molekularer Ebene kommt es ab 40 °C zur Degeneration zellulärer Proteine mit temporärem Funktionsverlust. Ab 45 °C führt der thermische Stress zur Denaturierung und damit zum endgültigen Struktur- und Funktionsverlust der Bau- und Funktionsproteine. Die örtlichen Veränderungen werden im klinischen Bild als Koagulationsnekrosen bezeichnet. Die veränderten molekularen Strukturen wirken toxisch, antigen und immunmodulatorisch.
Bei partieller Wärmeeinwirkung tritt eine Hautschädigung nach folgenden Wärmeeinwirkzeiten ein:
- zwischen 45 °C und 51 °C innerhalb von Minuten
- zwischen 51 °C und 70 °C innerhalb von Sekunden
- über 70 °C in SekundenbruchteilenHeilungsverlauf Verbrennung 2. Grades

### Lokale Veränderungen
Die örtlichen Veränderungen in einer Brandwunde werden nach Jackson in drei Zonen aufgeteilt, siehe Tabelle:
Das Gewebe der Koagulationszone ist dauerhaft zerstört.
Von größtem therapeutischen Interesse ist die Stasezone. Drei Merkmale sind wesentlich:
1. Ununterbrochene Wärmezufuhr führt zur Denaturierung der Proteine, also zum sogenannten Abtiefen der Koagulationszone.
2. Die pathologischen Immunvorgänge initiieren Immunreaktionen des Gesamtorganismus.
3. Der Prozess ist umkehrbar, eine Wiedererlangung der normalen lokalen Funktion ist möglich.

Das Ziel der Soforttherapie ist es, die Stasezone zu verkleinern. Dazu wird dem Gewebe durch Kaltwasserbehandlung Wärme entzogen.
Im unbehandelten Krankheitsverlauf werden Schwellung, Blasenbildung und Rötung sichtbar. Grundlegender pathophysiologischer Mechanismus dafür ist Extravasation (Austreten von Flüssigkeit aus dem Gefäßinneren in das umgebende Gewebe) durch einen Endothelschaden (capillary leak) in der Stasezone und Gefäßweitstellung (Hyperämiezone).

### Wirkung auf den Gesamtorganismus
Aus dem geschädigten Gebiet (Stasezone) werden Mediatorsubstanzen freigesetzt, die eine generalisierte Immunreaktion des Organismus auslösen und unterhalten. Diese Erscheinungen, die schon im frühen Verlauf der Verbrennungskrankheit sichtbar werden, bewirken:
1. Aktivierung der Gerinnungskaskade
2. Aktivierung des Komplementsystems
3. Thrombozytenaktivierung und -aggregation (Blutplättchen)
4. Direkte und indirekte Endothelschädigung (Schaden der Innenhaut von Blutgefäßen)
5. Granulozyteneinwanderung und -aktivierung
6. Makrophageneinwanderung (Fresszellwanderung)
7. Immunmodulation durch Interleukine

Für die ersten Minuten und Stunden nach der Verletzung scheint die Endothelschädigung von besonderer Bedeutung zu sein. Dabei wird von der Ausbildung eines kapillären Lecks gesprochen (capillary leak), das den unkontrollierten Austritt von Wasser aus dem Blut-Gefäßsystem in das umgebende Gewebe ermöglicht und die Entwicklung eines Ödems zur Folge haben kann.
Das zirkulierende Blutvolumen sinkt somit. Die Flüssigkeitsverschiebungen bewirken derartig hohe Volumenverluste in den Blutgefäßen, dass es unbehandelt zu Kreislaufreaktionen (sinkender Blutdruck, Erhöhung der Herzfrequenz) und im schwersten Fall zum Kreislaufschock kommt. So fällt zum Beispiel das Plasmavolumen bei 40 % verbrannter Körperoberfläche auf 25 % des Ausgangswertes. Beim Ausgleich des Volumenmangels kann es zur Anämie kommen.
Die Besonderheit beim Volumenverlust durch das kapilläre Leck besteht darin, dass lediglich Blutplasma (Wasser mit gelösten Stoffen, z. B. Proteine) in das Gewebe abgegeben wird, die festen Bestandteile des Blutes (Blutzellen) verbleiben im Gefäßsystem. Das hat zwei Folgen:
1. Es erhöht sich der Anteil der festen Blutbestandteile (der Hämatokritwert erhöht sich), was zu einer höheren Viskosität des Blutes führt.
2. Dem zirkulierenden Blut gehen gelöste Eiweiße verloren (der onkotische Druck sinkt). Dieser Vorgang führt zu weiterem Flüssigkeitsverlust aus den Gefäßen.

Durch die Erhöhung der Viskosität werden die Fließeigenschaften des Blutes besonders im Kapillargebiet verschlechtert. Volumenmangel und Erhöhung des Hämatokrits sind wichtige Ursachen für Organversagen (hier besonders wichtig: akutes Nierenversagen) und Kreislaufschock.
Die Einlagerung der Flüssigkeit in das Gewebe führt zu Schwellungen von lockerem Gewebe (Weichteilödem). Dieser Vorgang findet im gesamten Organismus statt. Nicht selten werden nach entsprechender Behandlung (siehe unten) 20–30 Liter eingelagert.
Die resultierende Druckerhöhung im Gewebe fördert aber ihrerseits auch Durchblutungsstörungen und Lymphabflussstörungen, was die Ernährung der betroffenen Gewebe stört.
Wie bei schweren Verletzungen kommt es bei ausgeprägten Verbrennungen zu einem Postaggressionsstoffwechsel, etwa mit Anstieg des Blutzuckers in der Akutphase.
Bei der schweren Verbrennungskrankheit hat man schon auf der Grundlage der entzündlichen Reaktion und Freisetzung von Entzündungsmediatoren von einer Entwicklung eines SIRS auszugehen. Die Keimbesiedlung (Infektion) der verbrannten Gebiete und die Penetration der Erreger in den Organismus führen zu einer Sepsis.

## Therapie
Maßnahmen für die örtliche Behandlung von Verbrennungen (etwa mit Schlamm und Kuhdung) sind bereits im Papyrus Ebers 1550 v. Chr. belegt. Kälteanwendungen wurden in der arabischen Medizin benutzt und eine von dem britischen Chirurgen James Earle (1755–1817) 1799 veröffentlichte erfolgreiche Kälteanwendung mittels Eis erlangte Bedeutung. Hingegen behandelte der berühmte Chirurg Ambroise Paré im 16. Jahrhundert Brandwunden mit Hitze (durch „Ausbrennen“). Der Chirurg James Syme veranlasste 1850 als Erster die Einrichtung einer Spezialklinik für Brandverletzte, das Burn House der Royal Infirmary am Surgeons Square in Edinburgh. Auch wenn bereits im 19. Jahrhundert Therapieansätze mit der reichlichen Gabe von Getränken und Salzinfusionen verfolgt wurden, rückte die Schockbehandlung erst in den 1930er Jahren in den Mittelpunkt der Behandlung. Von E. I. Evans wurde 1952 eine Formel für einen am Ausmaß der verbrannten Körperoberfläche und dem Körpergewicht orientierten Flüssigkeitsersatz entwickelt. Seit den 1980er Jahren wurden Verfahren zur Defektdeckung mit im Labor angezüchtetem Hautersatz zur Epidermistransplantation entwickelt.
Da die Therapie der schweren Verbrennungskrankheit extrem aufwendig und schwierig ist, haben sich Zentren auf deren Behandlung spezialisiert.

### Erste Hilfe, Kühlung
Kleinflächige Verbrennungen sollten unmittelbar nach Entfernen der Hitzequelle für zwei Minuten gekühlt werden, um die Schmerzen des Betroffenen zu lindern und ein Ausbreiten des betroffenen Areals durch heiße Gewebeteile zu vermeiden. Zur Kühlung kleinflächiger Verbrennungen verwendet man lauwarmes, nicht jedoch kaltes Leitungswasser. Das Kühlen mit Eis birgt das Risiko, Erfrierungen zu verursachen, und sollte vermieden werden. Auch sollte man nur keimarmes Wasser (ideal: Leitungswasser) verwenden, um Infektionen vorzubeugen. Liegt die Verbrennung im Gesicht vor, sollte das Kühlen mit feuchten Tüchern erfolgen. Beim Kühlen ist stets auf das Befinden der betroffenen Person Rücksicht zu nehmen. Bei einer Kühlung von großflächigen Verbrennungen würde der Körper zu viel Wärme verlieren, was prognostisch sehr ungünstig ist. Das Kühlen großflächiger Verbrennungen birgt die Gefahr einer Unterkühlung. Ist die betroffene Fläche größer als zwei DIN-A4-Seiten, sollte sie daher nicht gekühlt werden.
Die Studienlage zum Thema Kühlung ist sehr vage, es gibt kaum kontrollierte Studien, die einen positiven Effekt nachgewiesen haben. Einzige gesicherte positive Folge von Kühlung ist ein analgetischer (schmerzlindernder) Effekt, der das Kühlen bei kleinflächigen Verbrennungen sinnvoll erscheinen lässt.
Verbrannte Kleidung oder sonstige auf der Haut eingebrannte Gegenstände werden in Fachkliniken entfernt und bleiben bis dahin am Betroffenen.
Brandwunden sind zunächst locker und keimfrei abzudecken und der Betroffene sollte zugedeckt werden. Sollte der Betroffene bewusstlos werden, gelten die Basismaßnahmen der Ersten Hilfe (Stabile Seitenlage, Wiederbelebung). Die Brandwunde sollte nach dem Kühlen mit einer sterilen, wenn möglich nicht flusenden Wundauflage (im Idealfall einer metallinen Wundauflage) abgedeckt und dem Arzt vorgestellt werden. Auf die Brandwunde dürfen weder Öl noch Mehl oder andere Hausmittel aufgebracht werden. Spezielle Gel- oder Salbenversorgungen sind nur von Ärzten aufzutragen und sind nicht Bestandteil der Ersten Hilfe bei Verbrennungen.

### Inhalationstrauma
Wenn die Hitze durch Einatmen auch in die Atemwege gelangt, spricht man von einem Inhalationstrauma. Wegen der schnell ansteigenden Schleimhautschwellung und der Gefahr des Erstickens muss der Atemweg durch einen Beatmungsschlauch oder durch einen Luftröhrenschnitt gesichert werden. Die Schleimhautschwellung soll nicht mit Kortison behandelt werden, da die Schwächung der Abwehrkräfte durch Kortison bei einem Brandverletzten das Risiko von Infektionen erhöht. Zur Behandlung der gereizten Bronchien können vernebelte Medikamente eingesetzt werden: Beta-2-Sympathomimetika erweitern die gereizten Bronchien, beschleunigen die Schleimhautreparatur und verbessern den Abbau von überflüssigem Schleim. Heparin und Antithrombin III können in vernebelter Form die Ausbildung von Bronchienversteifung durch Fibrin reduzieren.

### Volumenersatz
Ab einer verbrannten Körperoberfläche von 20 % (10 % bei Kindern) spielt die Wirkung des kapillären Lecks die entscheidende Rolle für den anfänglichen Verlauf der Verbrennungskrankheit (siehe Abschnitt „Wirkung auf den Gesamtorganismus“).
Das wichtigste Ziel in den ersten Minuten und Stunden der Therapie ist die Anhebung des Blutvolumens durch Infusion von Flüssigkeit. Die Einschätzung der Menge und der Art der Mittel verlangt eine kurze Vorüberlegung: Zum Zeitpunkt dieser therapeutischen Maßnahmen muss davon ausgegangen werden, dass das kapilläre Leck durch aktive Immunvorgänge unterhalten wird. Es geht ständig eiweißreiches Blutplasma im Gewebe verloren, da das geschädigte Epithel keine wirksame Barriere für die großen Eiweißmoleküle darstellt. Auf der einen Seite steht damit ein erheblicher Verlust an Blutvolumen, der gerade in den ersten Minuten und Stunden nach der Verletzung durch die Gabe erheblicher Mengen an Wasser ausgeglichen werden muss. Auf der anderen Seite kommt es zu einer wesentlichen Anhebung des kolloidosmotischen Druckes im Gewebe und damit zur Fortdauer des Vorganges, da der hohe kolloidosmotische Druck Wasser im Gewebe bindet.
Dabei sind kristalloide Infusionslösungen wie Ringer-Acetat das Mittel der Wahl. Kristalloide Lösungen haben dabei zunächst den Nachteil, dass sie sehr schnell in das Gewebe übertreten. Da sie aber im Gewebe keinen zusätzlichen Druck aufbauen und das Wasser nach Heilung des Epithels schnell in das Gefäßsystem mobilisiert werden kann, haben sie entscheidende Vorteile im Verlauf der Therapie. Kolloidale Lösungen sind kontraindiziert, da sie den kolloidosmotischen Druck im Gewebe erhöhen, die Ödembildung beschleunigen und dem Körper Flüssigkeit entziehen (Rebound-Effekt).
Nach der Parkland-Formel sind in den ersten 24 Stunden nach der Verletzung 4 ml kristalloide Flüssigkeit je kg Körpergewicht je Prozent der verbrannten Körperoberfläche zu infundieren (4 × Körpergewicht in kg × % verbrannter Körperoberfläche = ml in 24 h). Davon wird die Hälfte in den ersten acht Stunden und je ein Viertel in den nächsten acht Stunden und in den folgenden acht Stunden gegeben (auch Baxter-Regel und Parkland-Formel nach Baxter genannt).
Die Berechnung anhand dieser Formel stellt einen Anhaltspunkt dar, sollte aber an den Einzelfall angepasst werden. Die Menge der zu infundierenden Mittel wird anhand von Parametern der Körperfunktion orientiert. Dazu gehören der Herzindex, das Sauerstoffangebot im Blut, der Gefäßwiderstand und die Harnproduktion.

### Therapie von Sepsis und Multiorganversagen
Außer der Entwicklung von Infektionen (die gegebenenfalls mit Antibiotika behandelt werden können) und einer schweren Sepsis droht durch die Effekte des Volumenmangels, des Gewebeödems und der Immunreaktion das Auftreten von
1. Herz-Kreislaufversagen,
2. akutem Lungenversagen,
3. akutem Nierenversagen,
4. Leberversagen und
5. intraabdominellem Kompartmentsyndrom.

### Chirurgische Verfahren
Das verbrannte avitale Gewebe ist eine gute Eintrittspforte für Mikroorganismen wie Bakterien und Pilze. Außerdem werden vom toten Gewebe die schädlichen Entzündungsvorgänge initiiert und unterhalten, die die Schwere der Verbrennungskrankheit ausmachen. Solange das geschädigte Gewebe nicht entfernt ist, ist auch die Ursache für oben genannte Sepsis und Multiorganversagen nicht beseitigt.
Aus diesem Grund ist die frühestmögliche chirurgische und komplette Entfernung von avitalem Gewebe, das sogenannte Débridement, angezeigt. Das geht so weit, dass kosmetische und funktionelle Ergebnisse dieser Eingriffe oft in den Hintergrund treten, um das Fortschreiten der Verbrennungskrankheit unterbrechen zu können.
In der Rekonvaleszenz treten Methoden der plastischen Chirurgie in den Vordergrund.

### Ernährung
Ein möglichst rascher Neubeginn der Ernährung ist anzustreben. 12.000 bis 24.000 kJ/Tag (~2850–5700 kcal) und ausreichende Vitaminzufuhr sind wichtig. Die Patienten haben einen stark erhöhten Grundumsatz. In der Akutphase wird eine Kombination von parenteraler und enteraler Ernährung mit dem Ziel einer ausschließlich enteralen verwendet.